# Otto Lainga
Max Wilhelm Otto Lainga de Rogas, född 28 december 1866 i Brandenburg i Tyskland, död 25 maj 1943 i Nykøbing Sjælland i Danmark, var en tysk-svensk musiker (klarinettist), orkesterledare och musikarrangör.
Lainga blev svensk medborgare den 1 juni 1912. År 1918 flyttade han från Stockholm till Norge, och senare till Danmark.